# Tamás Juhár
Tamás Juhár (ur. 20 listopada 1972 w Sátoraljaújhely) – węgierski piłkarz występujący na pozycji obrońcy.

## Kariera klubowa
Juhár karierę rozpoczynał w 1990 roku w pierwszoligowym Vasasie. Jego barwy reprezentował przez 12 sezonów. W tym czasie wraz z zespołem trzykrotnie zajął 3. miejsce w pierwszej lidze węgierskiej (1998, 2000, 2001). W 2002 roku odszedł do Újpestu, z którym w sezonie 2003/2004 wywalczył wicemistrzostwo Węgier. Po trzech sezonach spędzonych w Újpeście, Juhár przeniósł się do cypryjskiego klubu Nea Salamina Famagusta, występującego w Protathlima A’ Kategorias. Grał tam przez 2,5 roku, po czym wrócił do Újpestu. Po sezonie 2007/2008 zakończył tam karierę.

## Kariera reprezentacyjna
W reprezentacji Węgier Juhár zadebiutował 11 października 2000 w wygranym 6:1 meczu eliminacji Mistrzostw Świata 2002 z Litwą. W latach 2000–2003 w drużynie narodowej rozegrał 20 spotkań.